# 羅伯·奧斯特萊爾
羅伯·奧斯特萊爾（Robert "Rob" Ostlere）是英國的一位演員。他最著名的作品是在醫療電視劇霍爾比市中飾演Arthur Digby角色，首次出演該據是在2013年1月2日。奧斯特萊爾在2008年畢業於皇家戲劇藝術學院

## 外部連結
- Rob Ostlere在互联网电影资料库（IMDb）上的資料（英文）